# La Brillaz
La Brillaz – szwajcarska gmina (fr. commune; niem. Gemeinde) w kantonie Fryburg, w okręgu Sarine. Powstała 1 stycznia 2001 z połączenia gmin Lentigny, Lovens, Onnens.

## Demografia
W La Brillaz mieszka 2118 osób. W 2020 roku 13,1% populacji gminy stanowiły osoby urodzone poza Szwajcarią.